# Francisco Tito Yupanqui

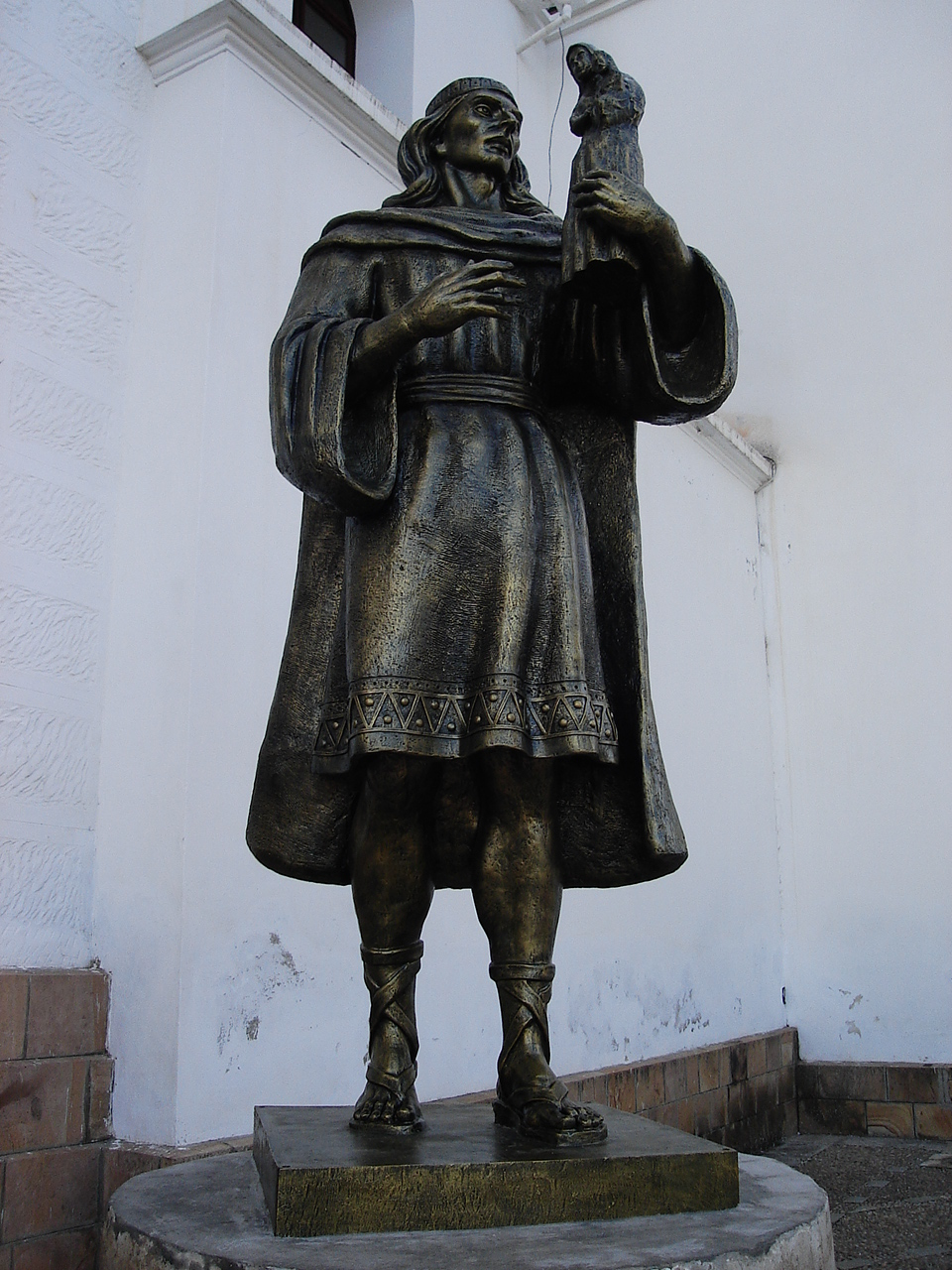
Titu Yupanki in der Basilika von Copacabana

Francisco Tito Yupanqui (auch: Titu Yupanki) (* 1550 in Copacabana (Bolivien); † 1616 in Cusco) war ein von den Dominikanern evangelisierter katholischer Aymara, der vor allem durch seine Holzschnitzarbeiten bekannt geworden ist.

## Leben
Francisco Tito Yupanqui war ein Enkel von Huayna Cápac, dem 11. König der Inka, und ein Sohn von Cristóbal Vaca Túpac Inca, einem Halbbruder von Atahualpa.
Yupanquis berühmtestes Werk ist die Jungfrau von Copacabana (Virgen de Copacabana), auch „Dunkle Jungfrau“ (Virgen Morena) genannt, die er 1576 aus dunklem Holz schnitzte. Sie trägt eine Krone aus purem Gold. Seine Marienfigur steht seit dem 2. Februar 1583 in Copacabana, heute in der Basilika von Copacabana. Tito Yupanqui legte seine königlichen Insignien, die er von seinem Vater geerbt hatte, vor dem Bildnis der Virgen de Copacabana nieder. Ihr werden seither zahlreiche Wunder und Heilungen zugeschrieben und sie wird als Schutzheilige des Titicaca-Sees verehrt.
Früheste Quellen über die Entstehung des Kults um die Jungfrau von Copacabana sind die Historia del santuario de Nuestra Señora de Copacabana von Augustinian Alonso Ramos Gavilán (1621) und die Corónica moralizada del Orden de San Augustín en el Perú von Antonio de la Calancha (1638). Calderóns Komödie La Aurora en Copacabana stützt sich mindestens auf das erste der beiden Werke.
1600 zog Tito Yupanqui nach Cusco und trat in den dortigen Konvent des Augustinerordens ein.

## Seligsprechungsprozess
Die katholische Kirche hat den Prozess zur Seligsprechung von Tito Yupanqui eingeleitet.